# Політика одного Китаю

Політика одного Китаю на практиці
Китайська Народна Республіка (КНР)
Республіка Китай (РК)
Країни, які визнають лише КНР
Країни, які визнають лише РК
Країни, які визнають КНР, але мають неофіційні відносини з РК

Політика одного Китаю полягає в офіційному визнанні тільки однієї китайської держави, попри існування двох країн, які проголосили себе Китаєм. Це означає, що для встановлення дипломатичних відносин з Китайською Народною Республікою (КНР) держава повинна розірвати офіційні відносини з Республікою Китай (РК), і навпаки.
Політика одного Китаю відрізняється від «принципу єдиного Китаю», який полягає в тому, що як Тайвань, так і материковий Китай є невіддільними частинами єдиного «Китаю». Принцип єдиного Китаю у формі, закріпленій «консенсусом 1992 року», є наразі офіційною позицією уряду КНР, та в різні періоди визнавався такою Республікою Китай, залежно від того, яка політична партія перебувала при владі. Згідно з цим «консенсусом», обидва уряди визнали існування тільки однієї суверенної держави, що охоплює території материкового Китаю і Тайвань, але не вирішили який з двох урядів є законним урядом цієї держави. Аналогічна ситуація склалася в Кореї.
Принцип єдиного Китаю зазнає критики з боку прихильників руху за незалежність Тайваню, який наполягає на проголошенні «Республіки Тайвань» і розвитку окремої від материкового Китаю ідентичності через «тайванізацію». Вплив цього руху на уряд РК спричинює політичну нестабільність: після того, як у 1949 році Комуністична партія Китаю витіснила РК з материкового Китаю в ході китайській громадянської війни і заснувала КНР, націоналістичний уряд Республіки Китай, який закріпився на Тайвані, продовжував стверджувати, що він є єдиним легітимним урядом Китаю. У період президентства Лі Ден Хуея до конституції РК були включені додаткові статті, згідно з якими до об'єднання держави ця конституція може застосовуватись лише на території Тайваню. Проте, чинний президент РК Їнцзю Ма 8 жовтня 2008 року знову підтвердив претензії на материкову частину Китаю.